# John Bergamo
Pour les articles homonymes, voir Bergamo.
John Bergamo, né le 28 mai 1940 à Englewood (New Jersey) et mort le 19 octobre 2013, est un batteur, percussionniste et compositeur américain. Il est depuis 1970 le coordinateur du département de percussions du California Institute of the Arts.
Il a étudié la percussion carnatique avec Tanjore Ranganathan et la composition musicale avec Michael Colgrass. Il joue aussi bien avec des kits de batterie habituels de la musique populaire occidentale que des percussions venues du monde entier, notamment des tablas. En 1979, il est parti étudier le thavil à Chennai (en Inde).
Tout au long de sa carrière, il a joué avec de très nombreux musiciens, parmi lesquels on peut citer Frank Zappa, Dave Liebman, Ali Akbar Khan, Lou Harrison, Malcolm Goldstein, Mickey Hart, Emil Richards, L. Shankar, Glen Velez, Lukas Foss, Gunther Schuller, Charles Wuorinen, Shakti avec John McLaughlin, Trichy Sankaran et Steve Gadd, et a participé à la représentation World Drums à l'Exposition universelle de 1986. Il a également contribué aux bandes originales d'un certain nombre de films réalisés à Hollywood.

## Discographie
- 1977 - Zappa, Frank. Zappa in New York. Barking Pumpkin.
- 1986 - Bergamo, John. On the Edge. CD. Cologne, Germany: CMP Records.
- 1990 - Harrison, Lou. Music for Guitar and Percussion. [Netherlands]: Etcetera; N[ew] Y[ork]: Dist. by Qualiton Imports. (John Bergamo, conducts the Cal Arts Percussion Ensemble in the first work, Canticle no. 3.)

## Filmographie
- 1987 - World Drums. Directed by Niv Fichman. Produced by Rhombus Media.
- 1990 - Bergamo, John. The Art & Joy of Hand Drumming. Directed by Toby Keeler. Brattleboro, Vermont: Interworld Music Associates.